# Санд (Нижний Рейн)
Санд (фр. Sand) — коммуна на северо-востоке Франции в регионе Гранд-Эст (бывший Эльзас — Шампань — Арденны — Лотарингия), департамент Нижний Рейн, округ Селеста-Эрстен, кантон Эрстен. До марта 2015 года коммуна административно входила в состав упразднённого кантона Бенфельд (округ Селеста-Эрстен).
Площадь коммуны — 6,35 км², население — 1137 человек (2006) с тенденцией к стабилизации: 1140 человек (2013), плотность населения — 179,5 чел/км².

## Население
Население коммуны в 2011 году составляло 1139 человек, в 2012 году — 1140 человек, а в 2013-м — 1140 человек.
| 1962 | 1968 | 1975 | 1982 | 1990 | 1999 | 2006 | 2008 | 2011 | 2012 | 2013 |
| ---- | ---- | ---- | ---- | ---- | ---- | ---- | ---- | ---- | ---- | ---- |
| 711  | 685  | 735  | 762  | 941  | 1073 | 1137 | 1156 | 1139 | 1140 | 1140 |

Динамика населения:

## Экономика
В 2010 году из 807 человек трудоспособного возраста (от 15 до 64 лет) 609 были экономически активными, 198 — неактивными (показатель активности 75,5 %, в 1999 году — 79,3 %). Из 609 активных трудоспособных жителей работал 581 человек (309 мужчин и 272 женщины), 28 числились безработными (12 мужчин и 16 женщин). Среди 198 трудоспособных неактивных граждан 78 были учениками либо студентами, 74 — пенсионерами, а ещё 46 — были неактивны в силу других причин.

## Достопримечательности (фотогалерея)

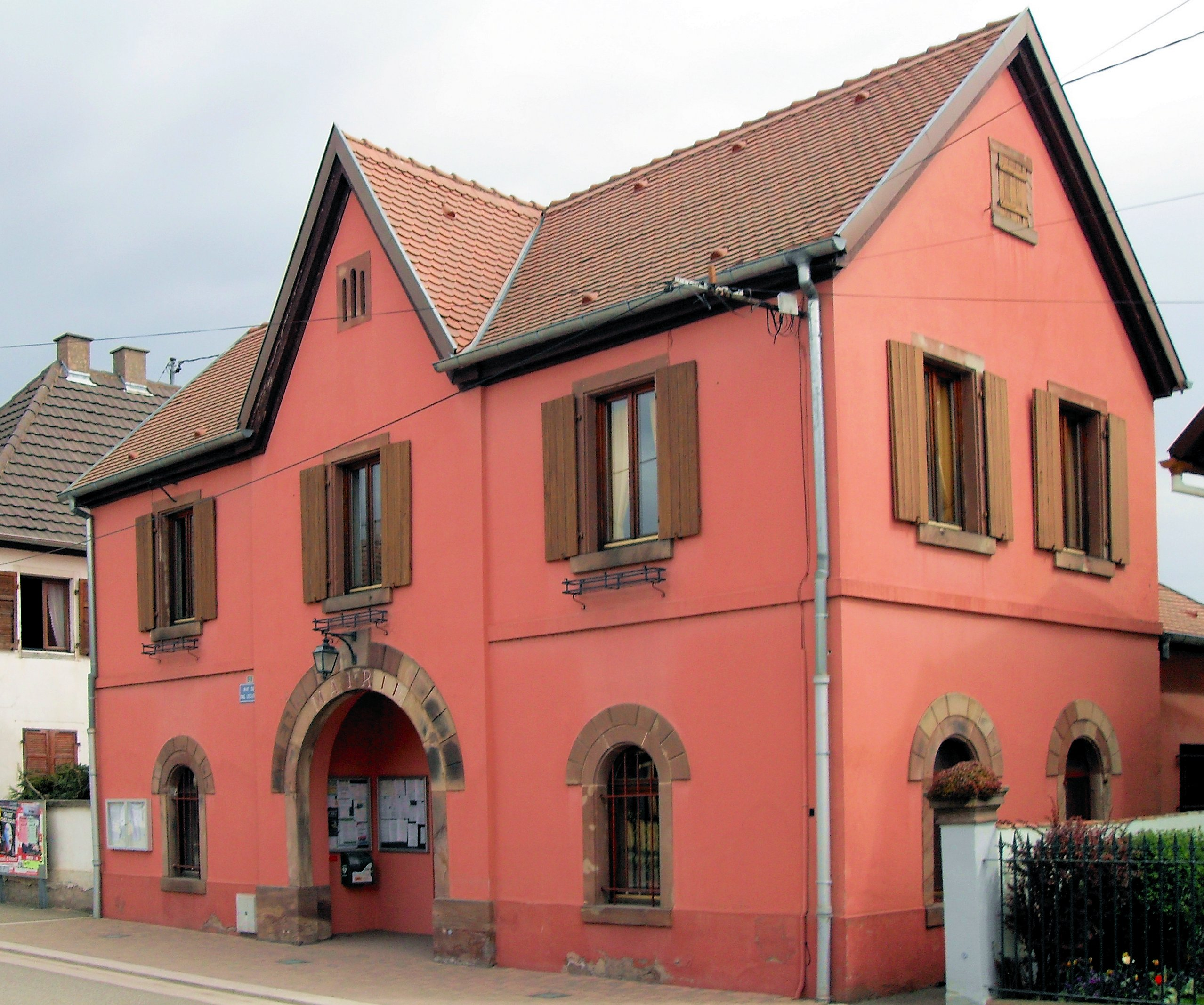
Здание мэрии
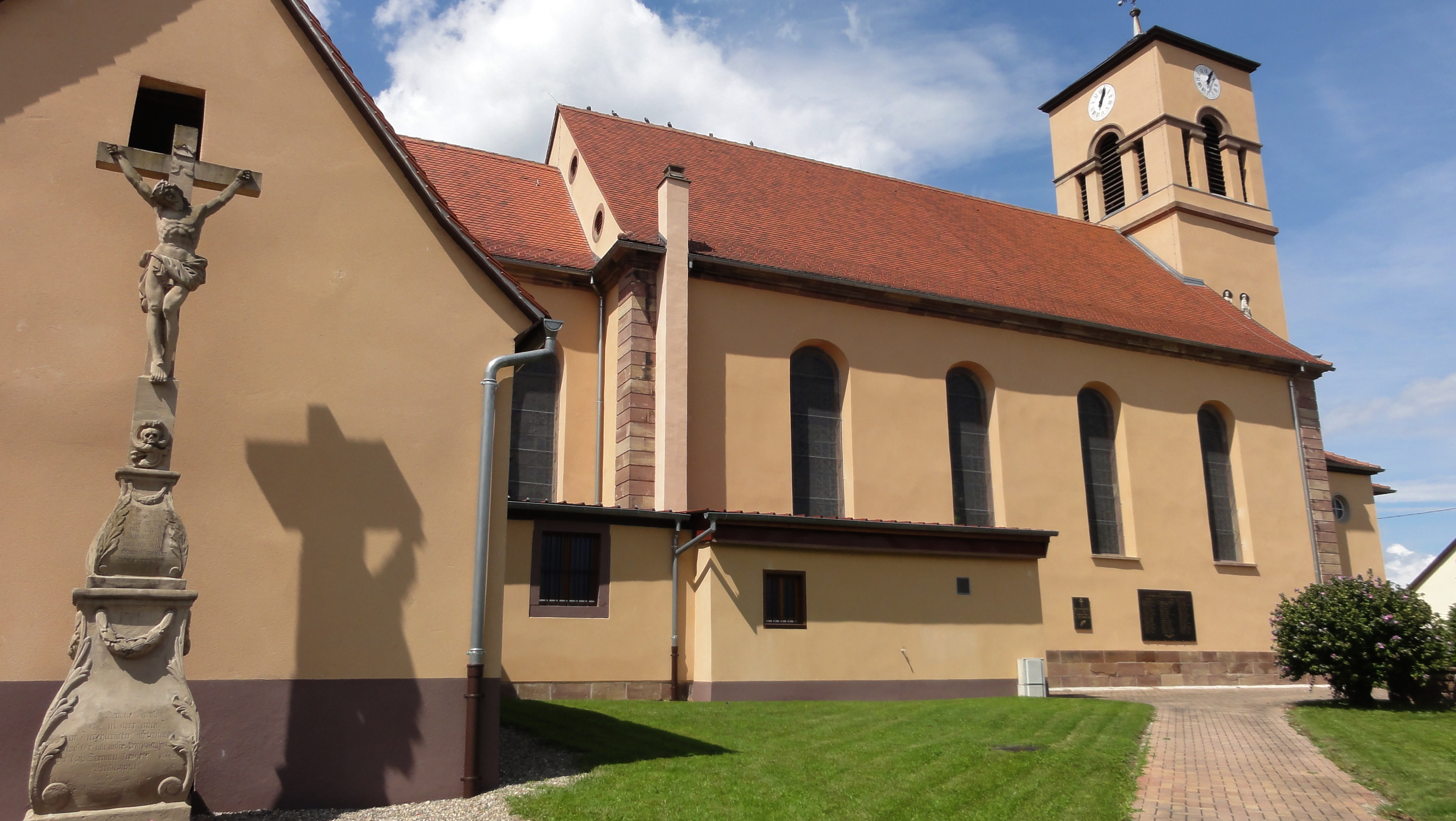
Церковь Сен-Мартен
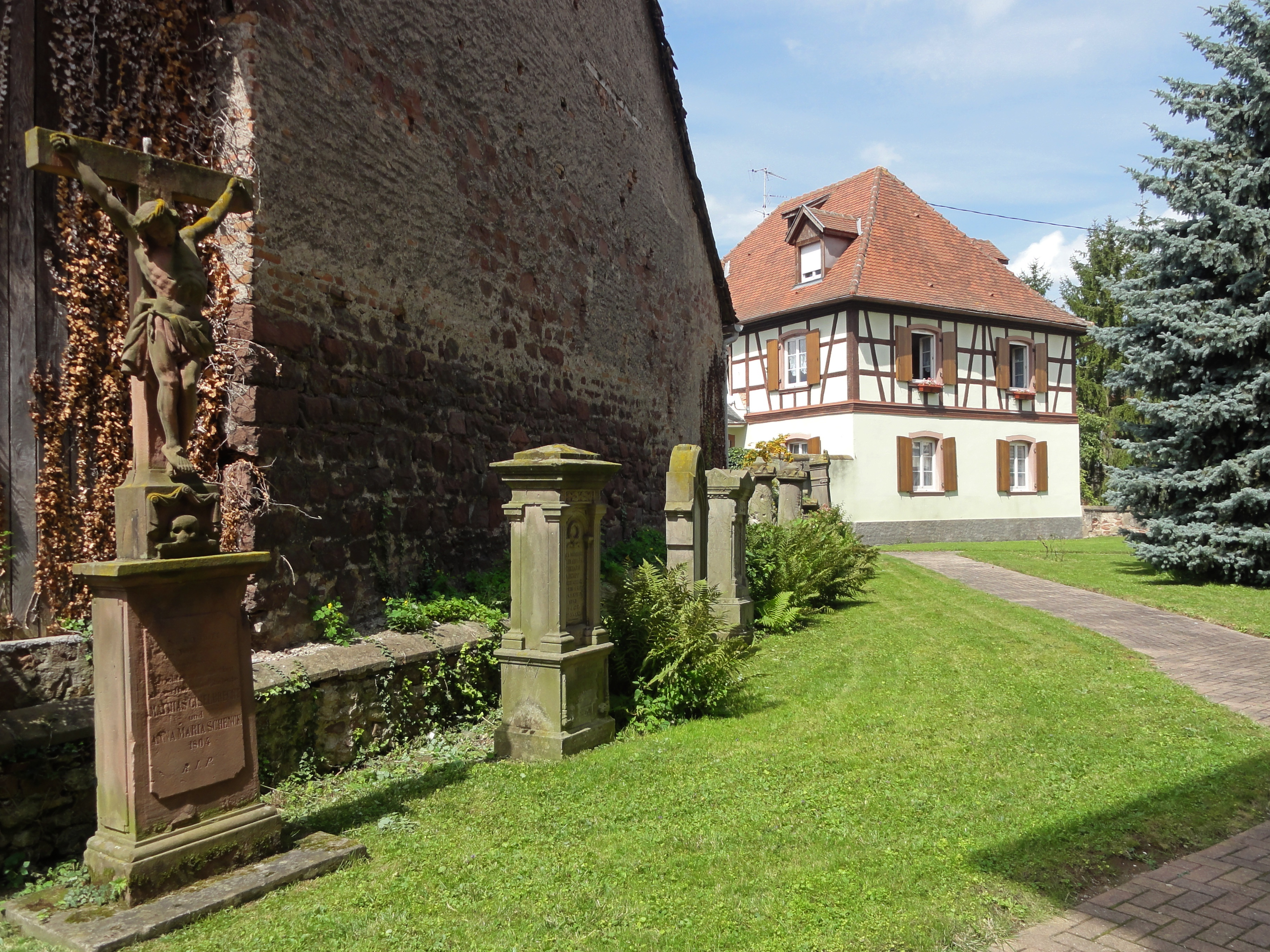
Дом приходского священника
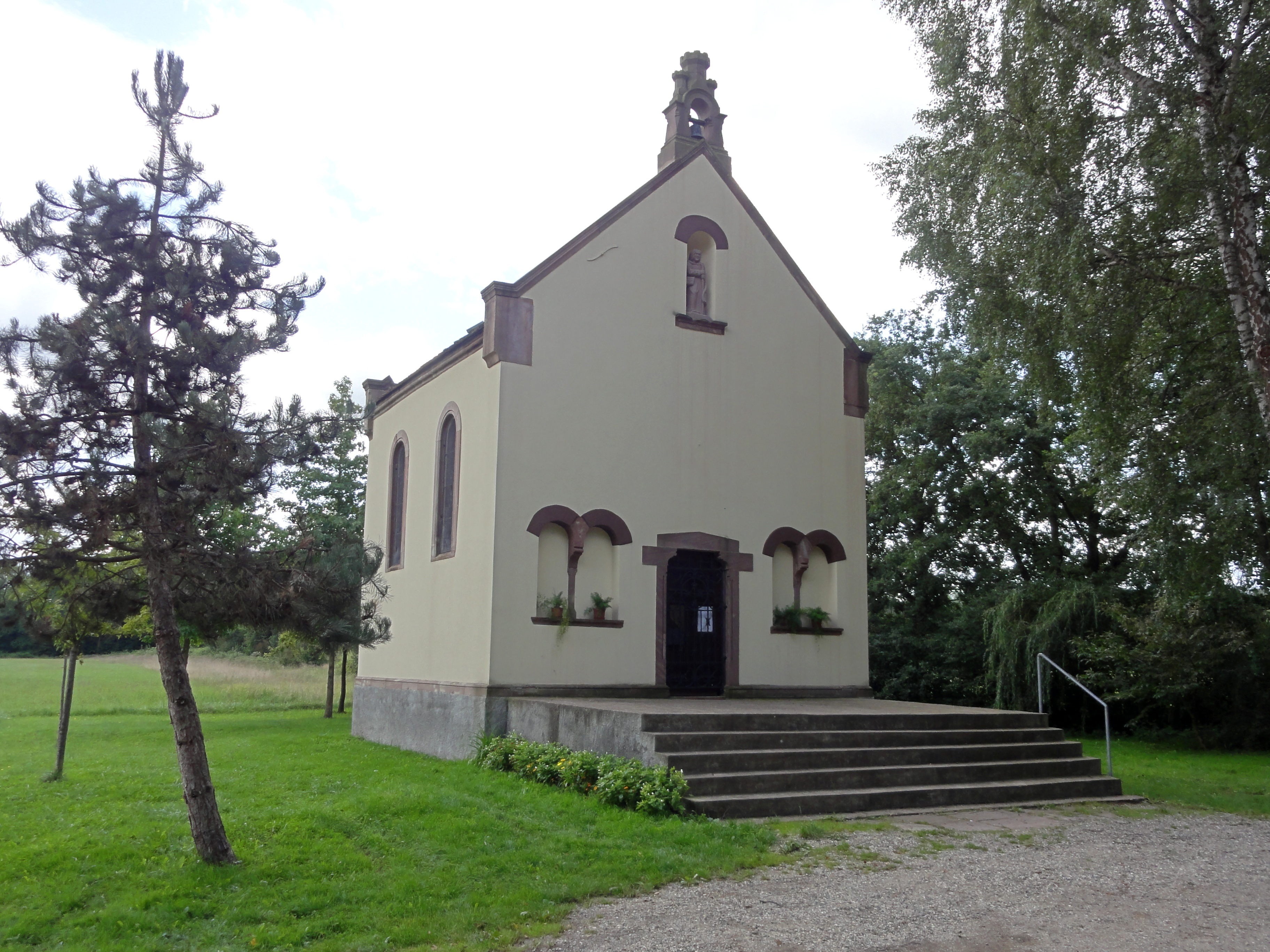
Часовня Сен-Матерн